# Irving Segal
Irving Ezra Segal né le 13 septembre 1918 dans le Bronx et mort le 30 août 1998 à Lexington est un mathématicien américain connu pour ses travaux sur la mécanique quantique théorique. On lui doit la représentation de Segal–Shale–Weil,,.
Au début de sa carrière, Irving Segal se fait connaître pour ses travaux en théorie quantique des champs et en analyse fonctionnelle et harmonique, en particulier ses travaux sur les C*-algèbres.

## Biographie
Irving Ezra Segal est né dans le Bronx en 1918 de parents juifs. Il entre à l'université de Princeton à l'âge de 16 ans et reçoit le prix George B. Covington en mathématiques. Il est alors admis à Yale, où il passe sa thèse de doctorat en 1940. Il enseigne à l'université Harvard avant de rejoindre l'Institute for Advanced Study à Princeton, où il travaille de 1941 à 1943 avec Albert Einstein et John von Neumann. Pendant la Seconde Guerre mondiale, Irving Segal entreprend des recherches en balistique pour l'armée américaine à l'Aberdeen Proving Ground dans le Maryland. Il rejoint le département de mathématiques de l'université de Chicago en 1948 où il travaille jusqu'en 1960. Il rejoint alors le département de mathématiques du MIT où il sera professeur jusqu'à sa mort en 1998. Il est élu à l'Académie nationale des sciences en 1973 et reçoit le prix Humboldt en 1981.
Irving Segal meurt à Lexington, dans le Massachusetts, en 1998.
L'article nécrologique d'Edward Nelson sur Segal conclut : «... Il est rare que la valeur du travail d’un mathématicien ne soit pas pleinement comprise et appréciée de son temps, la portée de l’œuvre d'Irving Ezra Segal ne sera connue que des générations à venir ».